# Гарцман Матвій Давидович
Матвій (Мотл) Давидович Гарцман (29 жовтня 1909, Бердичів — 15 грудня 1943) — український єврейський поет.

## Біографія
Матвій Давидович Гарцман народився 29 жовтня 1909 року в Бердичеві у багатодітній єврейській родині кустаря.
Писати вірші почав з дитинства. Навчався в Одеському педтехнікумі, потім на єврейському відділенні Московського університету. 1936 року закінчив аспірантуру інституту єврейської культури АН УРСР.
Загинув на фронті в грудні 1943 року.
Онук — український художник Матвій Вайсберг. Другий онук — київський художник, Микола Сологубов.

## Спадщина
Автор низки збірок поезії. Вірші Гарцмана перекладали українською П. Тичина, А. Малишко, В. Сосюра, Д. Павличко та інші, на російську — М. Ушаков, Ю. Нейман, Л. Вишеславський, М. Шехтер.
Перекладав на їдиш Пушкіна, Франка, Шевченка.